# Antinephele
Antinephele is een geslacht van vlinders uit de onderfamilie Macroglossinae van de familie pijlstaarten (Sphingidae).

## Soorten
- Antinephele achlora Holland, 1892
- Antinephele anomala (Butler, 1882)
- Antinephele camerunensis Clark, 1937
- Antinephele efulani Clark, 1926
- Antinephele lunulata Rothschild & Jordan, 1903
- Antinephele maculifera Holland, 1889
- Antinephele marcida Holland, 1893
- Antinephele muscosa Holland, 1889